# Реальне училище (Хмельницький)
Реальне училище (Хмельницький), відоме також як Олексіївське реальне училище, було середнім навчальним закладом у Проскурові (нині Хмельницький). Будівля внесена до Державного реєстру нерухомих пам’яток України.

## Історія
Історія Проскурівського реального училища розпочалася у 1900 році, коли з ініціативи міської міщанської управи було порушено питання про створення в місті середнього технічного навчального закладу. Після отримання відповідного дозволу від Міністерства народної освіти Російської імперії у Проскурові розпочалися підготовчі заходи зі створення училища та розпочато будівництво двоповерхової споруди навчального закладу на вулиці Старобульварній, 3 (нині вул. Героїв Маріуполя, 3 ). В 1904 р. основна частина будівництва була завершена. 1 червня того ж року відбулося урочисте відкриття училища, яке на честь спадкоємця престолу Цесаревича Олексія отримало почесне найменування Олексіївське.
Першим директором навчального закладу був призначений статський радник Климентій Іванович Берученко-Мусієнко.
Училище мало шестирічний курс навчання і надавало середню освіту з технічним нахилом. Вступ до закладу здійснювався після завершення початкової школи. У 1-4-х класах викладали загальноосвітні предмети, а починаючи з 5-го класу – спеціальні дисципліни. Навчальна програма також включала Закон Божий, російську, німецьку та французьку мови, математичні предмети (арифметика, алгебра, геометрія, тригонометрія), географію, історію, каліграфію, фізику та хімію.
Кількість учнів реального училища становила близько трьох сотень. Навчання було платним – 50 рублів на рік, що робило його доступним для представників майже всіх верств населення.
У вересні 1915 року навчальний процес зазнав змін у зв’язку з Першою світовою війною. Навчальний заклад було евакуйовано до Єлисаветграда (нині – Кропивницький), а у приміщенні училища було облаштовано військовий шпиталь. У серпні 1916 року, після стабілізації ситуації на фронті, училище повернулося до Проскурова і відновило освітню діяльність.
Під час Української революції 1917 – 1921 рр. навчальний заклад було реорганізовано відповідно до програми українізації освіти, яка розпочалася у 1918 році. Відтоді училище отримало назву – «Проскурівська державна реальна школа».
У післяреволюційний період частково змінився педагогічний склад закладу. Новим директором призначили Семена Білімовича, який із 1907 року працював у цьому навчальному закладі інспектором. Було запроваджено вивчення нових предметів – історія українського письменства, польська мова, географія та історія України. Реальна школа стала першим в Проскурові навчальним закладом, де викладали українською мовою.
Із встановленням радянської влади наприкінці 1920 року Проскурівське реальне училище припинило своє існування. У 1921 році в його приміщенні було відкрито семирічну трудову школу №1, яка згодом отримала статус середньої школи.
Після Другої світової війни будівлю передали під адміністративні потреби, оскільки саме поруч із колишнім училищем на початку 1950-х років розпочалося формування центральної площі міста (нині – Майдан Незалежності). 
З 1986 року будівля повністю перейшла у розпорядження Хмельницької міської ради та її виконавчого комітету.

## Архітектура
Архітектура будинку в формах історизму з поєднанням цегляного стилю з елементами неоренесансу. Головний фасад має симетричну композицію, витриману в стриманому ритмі віконних прорізів. Архітектурну домінанту становить центральний ризаліт великого виносу з парадним входом, доповнений бічними ризалітами.
Перший поверх оформлений рустом. Вікна другого поверху декоровані сандриками та нішами. Фриз оздоблено геометричним орнаментом. Ризаліти обрамлені пілястрами, увінчаними прямокутними аттиками зі шпилями по боках і центральними фігурними фронтонами. Перед фасадом від вулиці насаджені 12 червоних буків, чотири з яких збереглися до наших днів та мають статус ботанічної пам'ятки природи.

## Видатні випускники
Місевич Костянтин (Кость) Федорович – бандурист, український політичний та культурний діяч, просвітянин, засновник кобзарської школи ХХ ст.
Чекірда Віктор Оникійович – військовий діяч часів УНР, повстанський отаман.
Трублаїні Микола Петрович – український письменник, журналіст.

## Галерея

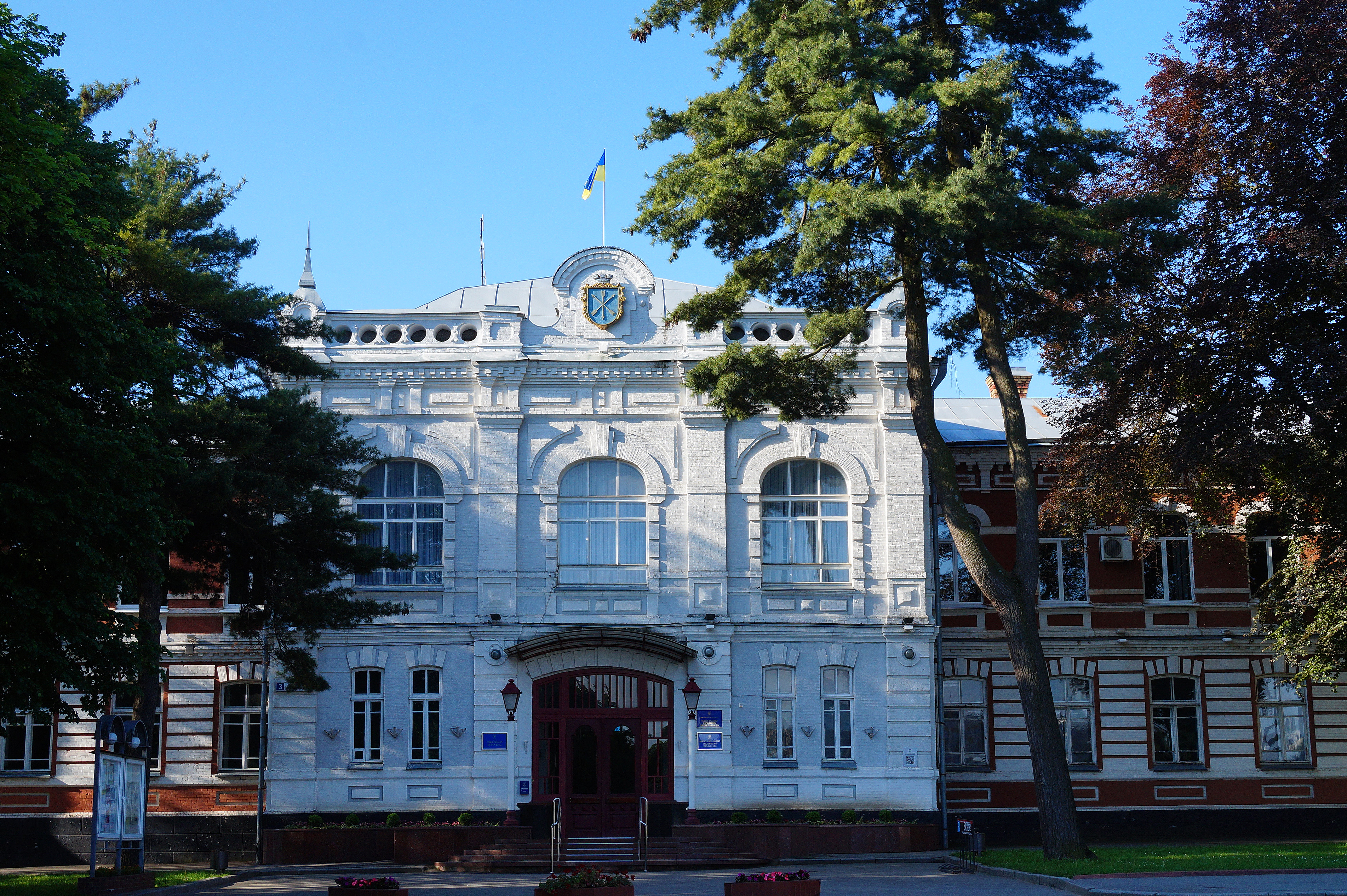
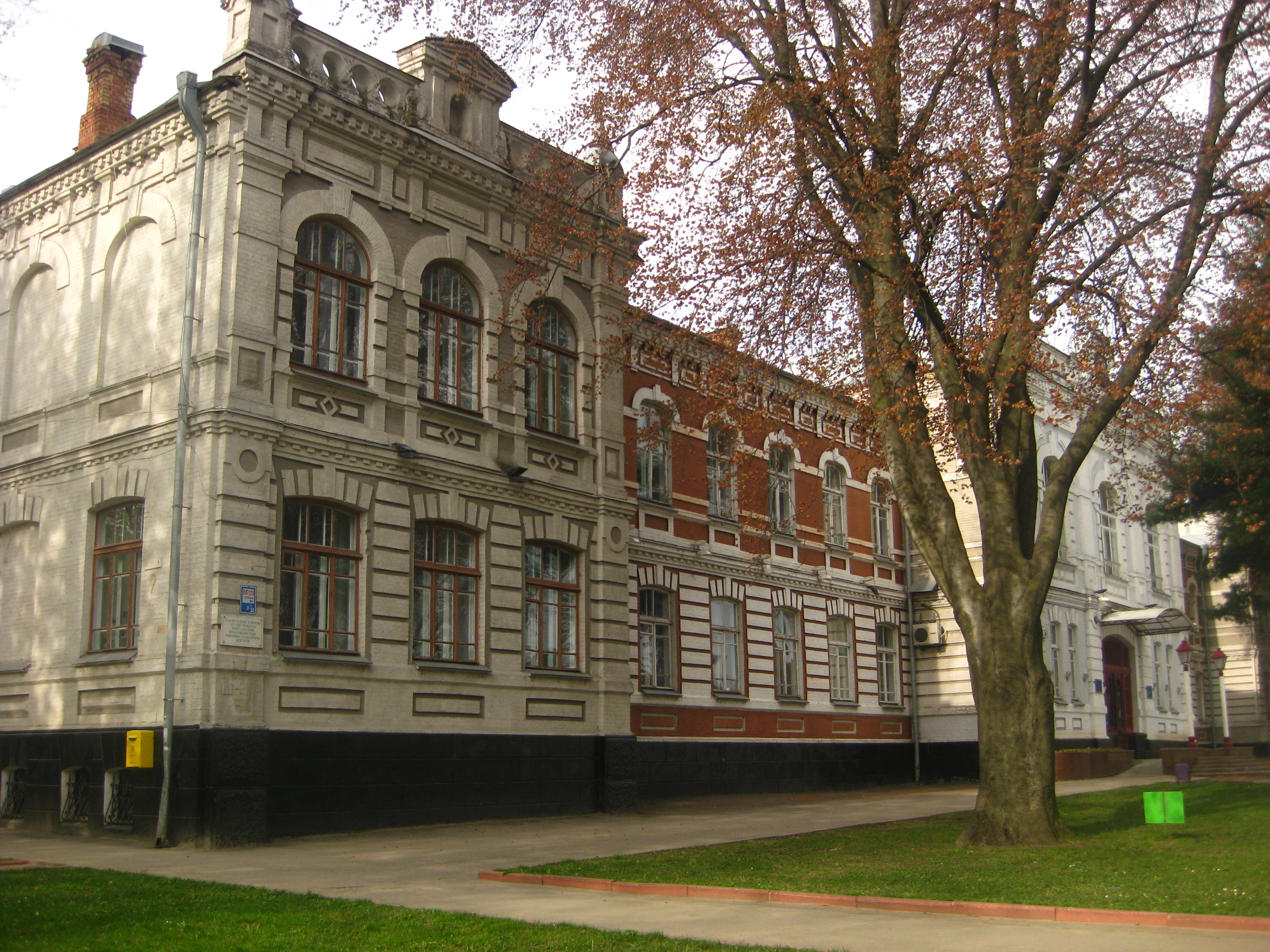
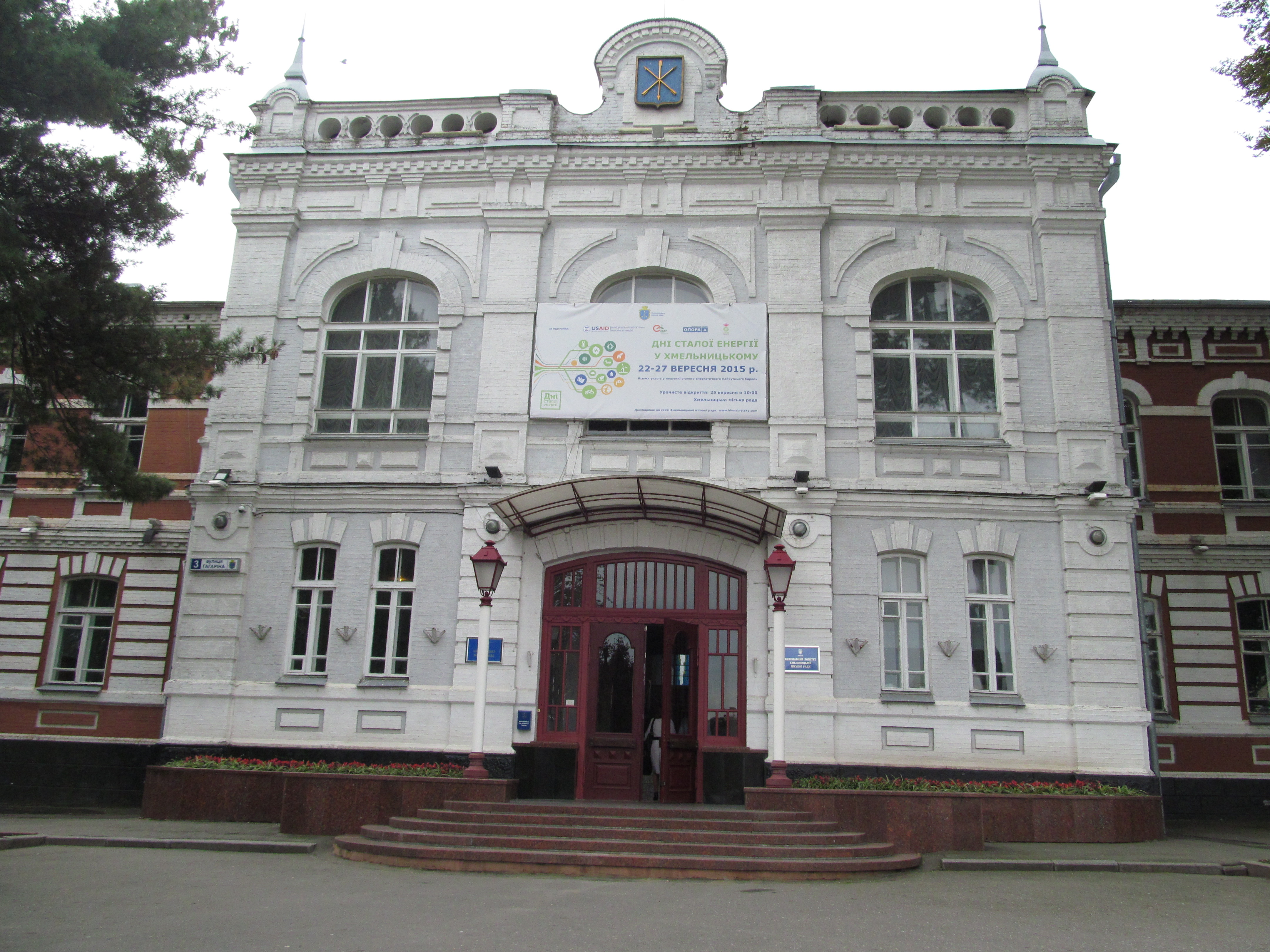
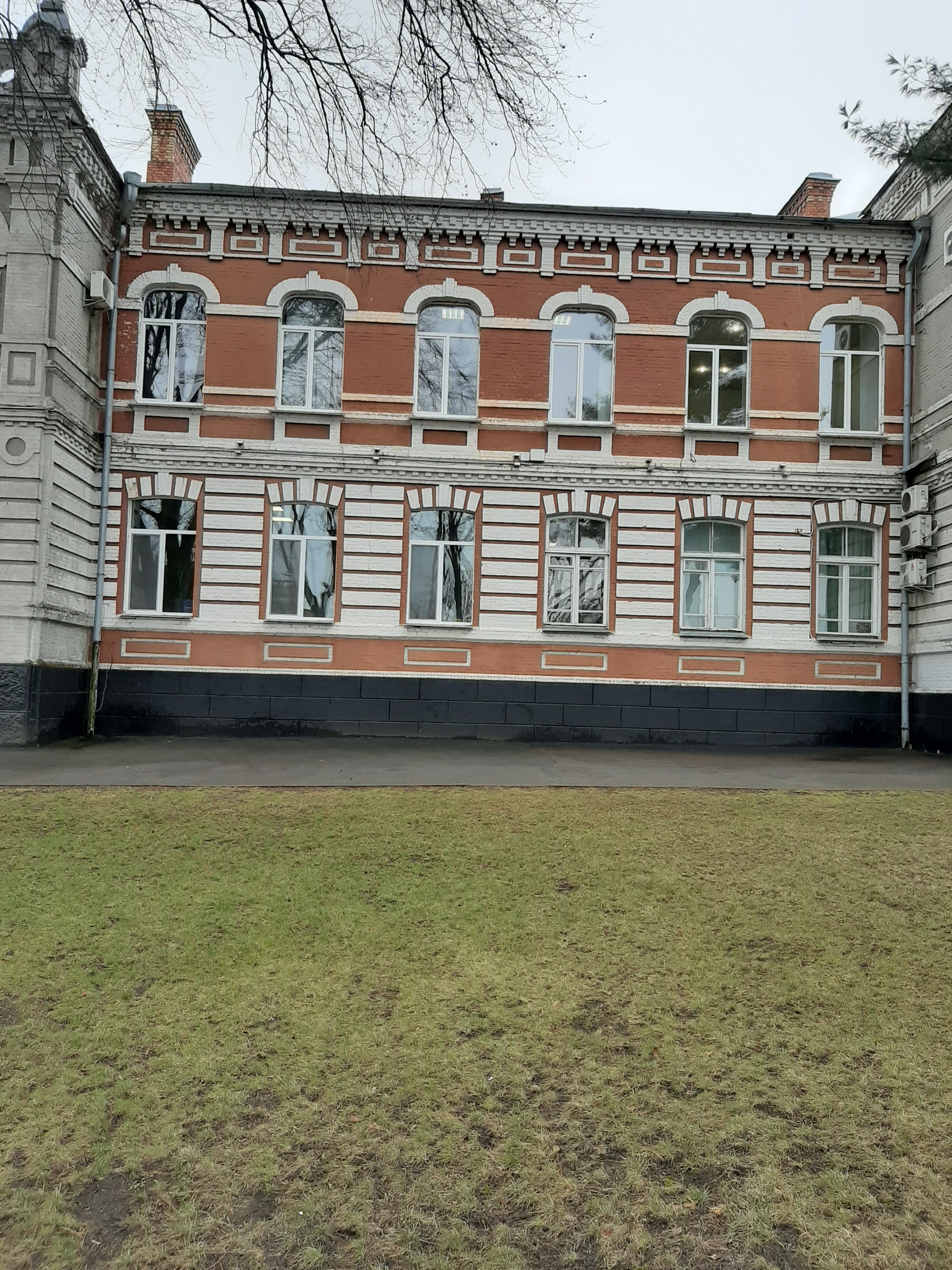
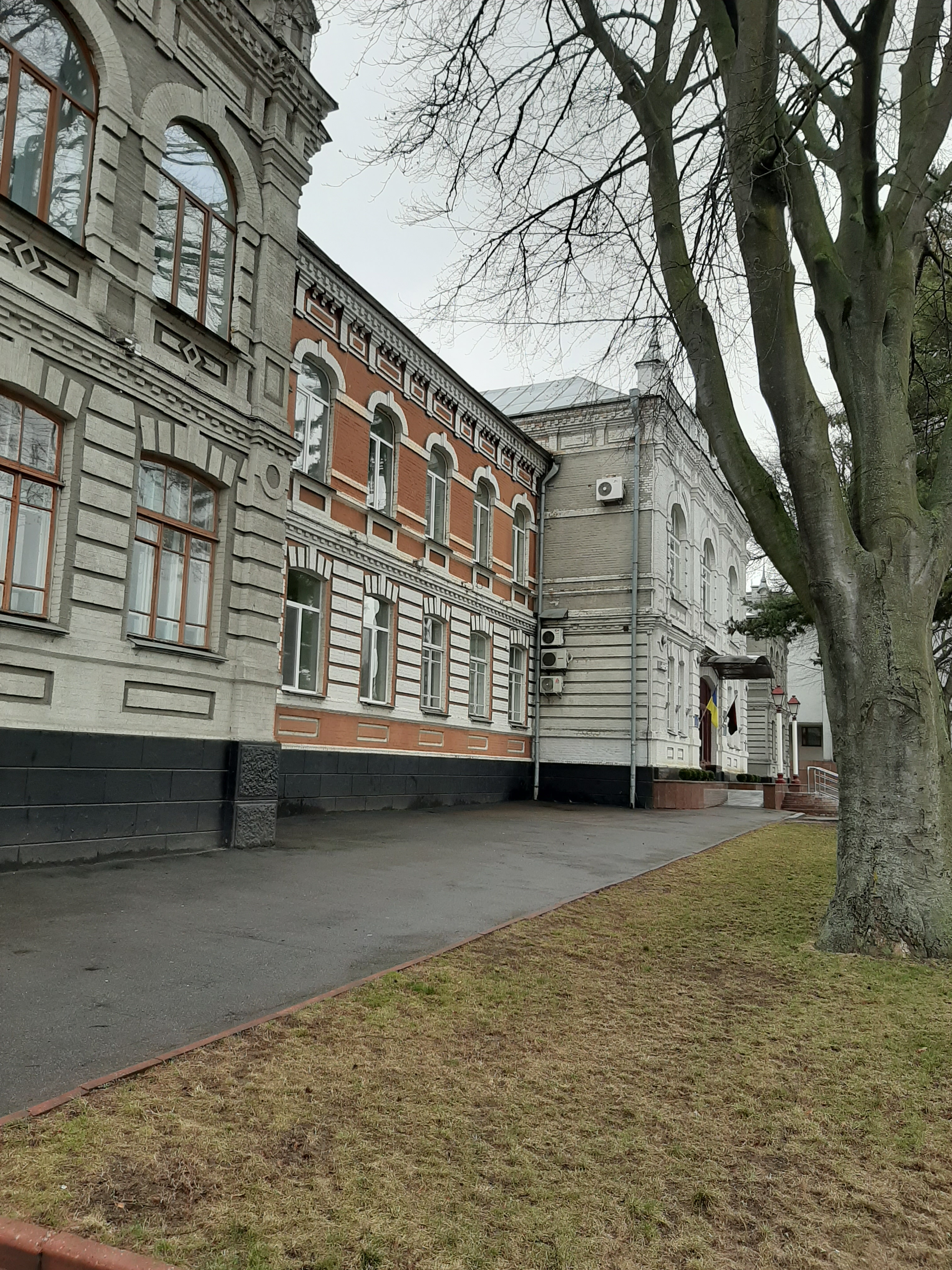
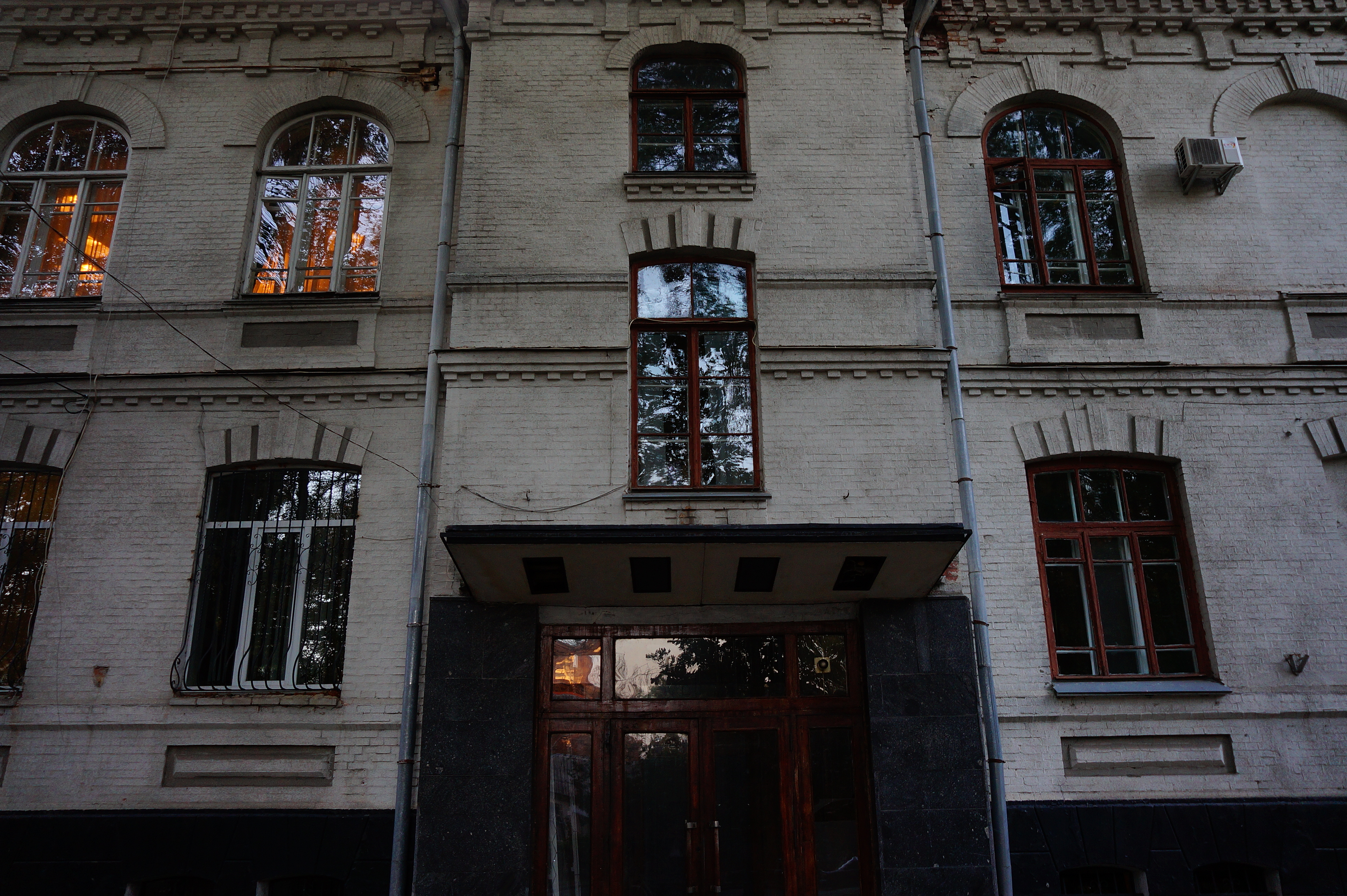
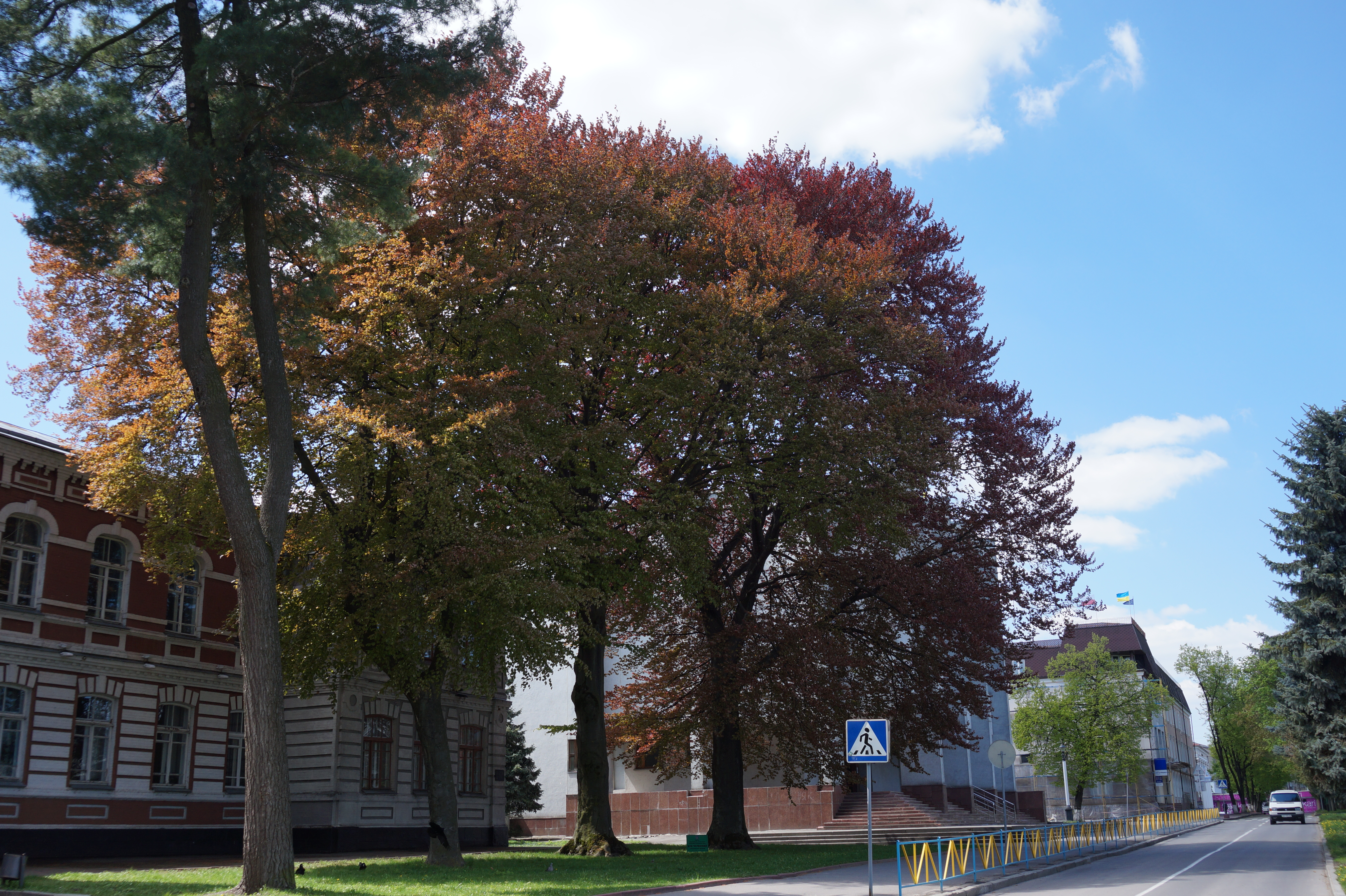
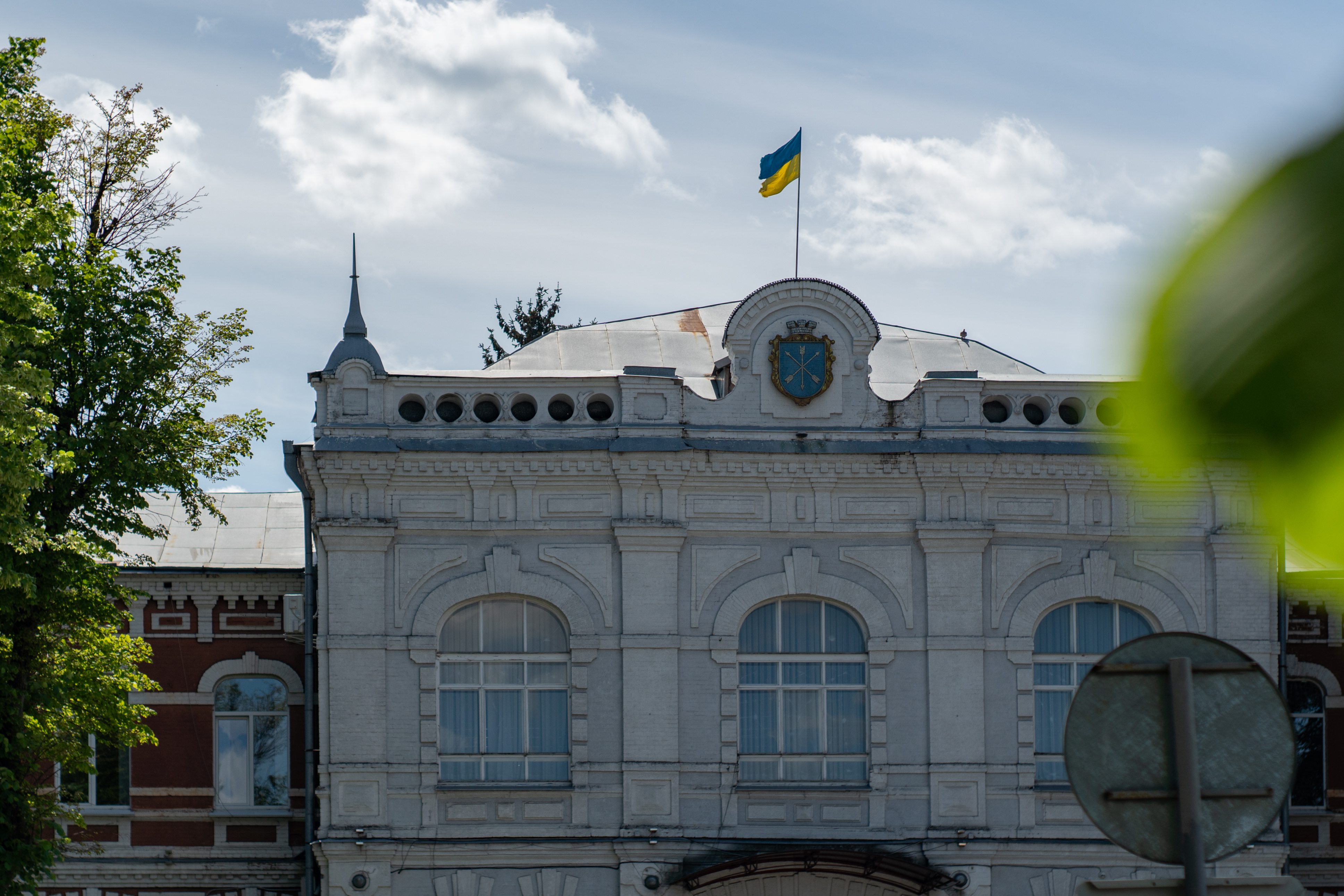
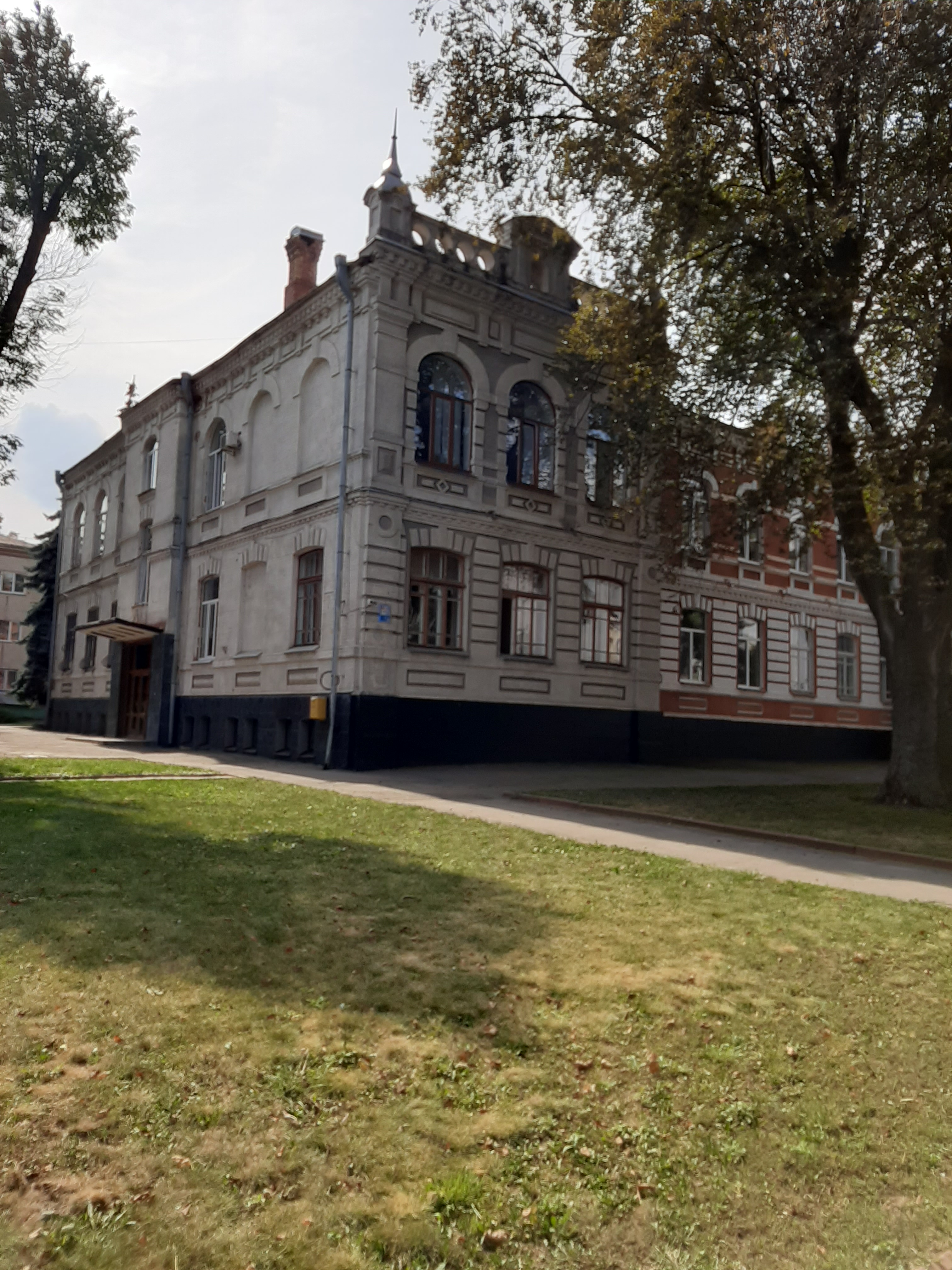
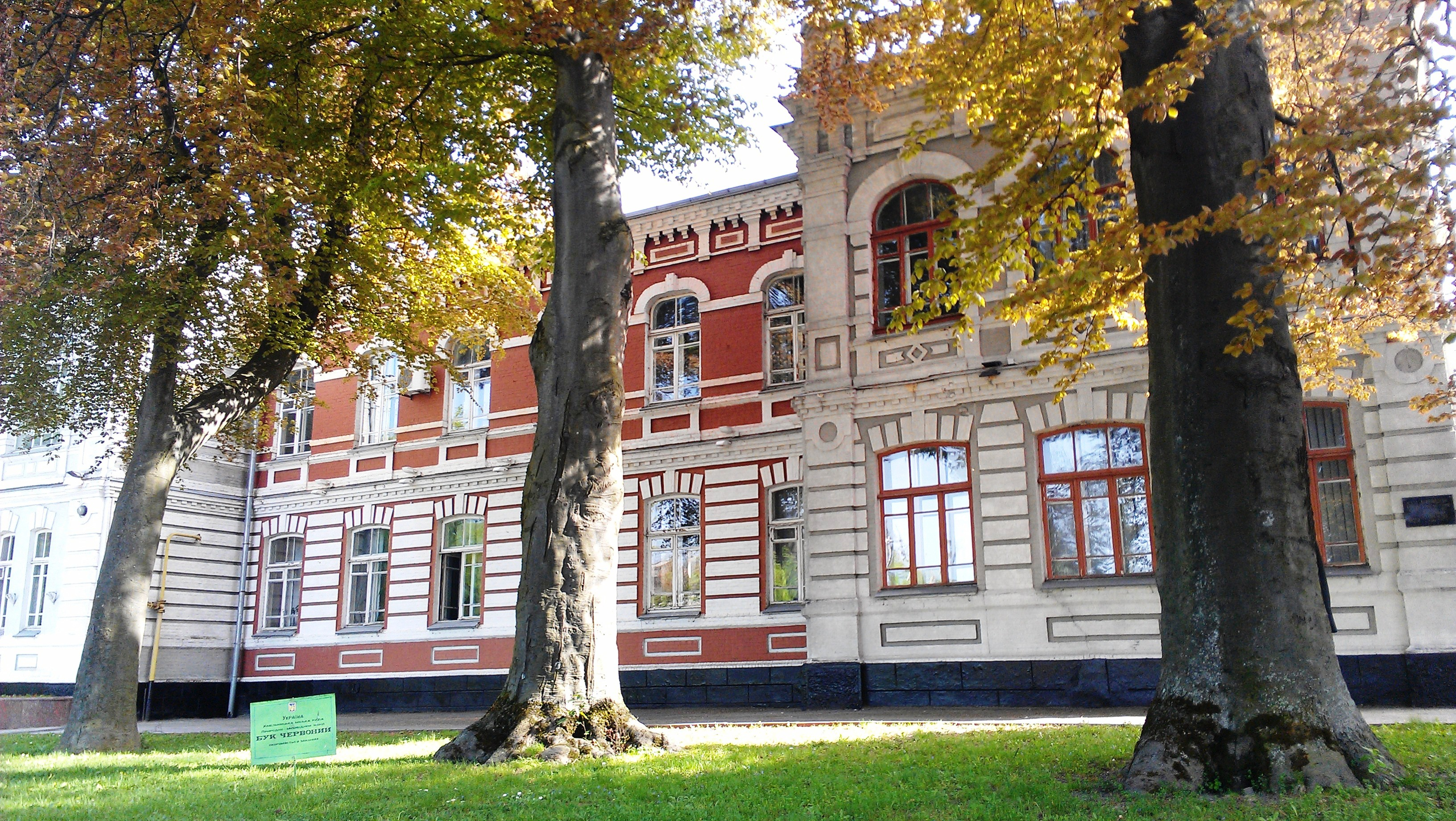